# Елховское сельское поселение
Елховское се́льское поселе́ние — муниципальное образование в Альметьевском районе Татарстана Российской Федерации.
Административный центр — село Елхово. Возглавляет сельское поселение с 2006 года Хайрисламова Дания Разяповна.
Имеется официальный сайт: http://elhalm.ru Архивная копия от 30 марта 2018 на Wayback Machine

## История
Статус и границы сельского поселения установлены Законом Республики Татарстан от 31 января 2005 года № 9-ЗРТ «Об установлении границ территорий и статусе муниципального образования „Альметьевский муниципальный район“ и муниципальных образований в его составе».
Елховский сельсовет образовался в 1918 году. Открытым голосованием избирались председатель сельсовета, секретарь сельсовета и члены совета в пределах 58 человек, выборы повторялись сначало через каждые 6 месяцев, после 1924 года через год.
До 1920 года Елховский сельсовет подчинялся Уфимской губернии Мензелинского уезда . После 1920 по 1924 гг. подчинялся Ерсубайкинской волости. Контора находилась в село Елхово.
После 1924 года Елховский сельсовет подчинялся Кутеминской волости Чистопольского контона до образования районов.
В мае 1929 года прошел X съезд советов Татарстана. На съезде было принято решение о едином административном делении Республики. Кантоны и волостные управления были упразднены и вместо них сформированы районы.
10 августа 1930 года деревни Нижнее Абдулово, Старый Багряж — Елхово и поселок Кзыл Кеч вошли в состав Первомайского района.
1 февраля 1963 года Первомайский район был реформирован и восстановлен 12 января 1965 года как Черемшанский район.
Первые выборы сельсовета закрытым голосованием прошли в 1937 году. Первым председателем Елховского сельсовета с 1928 г. по 1931 год был Шарифуллин Камиль Шарифуллович.в Елховский сельсовет входили деревни с. Елхово, д. Н.Абдулово, д. Кызыл-Куч.
с 1931 по 1938 г. Лотфуллин Мингата Лотфуллович
с 1938г по 1942 г Заляков Зиятдин Залакович
с 02.1942 г по 04.1945 г. Сагдиева Миенжамал Ситдиковна
с 04.1945 г. 07.1950 г. Сабитов Габдрахман Гайнанович
с 08.1950 по 10.1957 г. Нуруллин Максум Гилязович
с 11.1957г по 02.1967 г. Губаев Рашит Хатыпович
В июне 1959 года решением Первомайского райсовета Елховский с./с объединились Клементейкинским с/советом. А в 1962 году отделился Клементейкинский с/совет.
В 1963 году, деревни Нижнее Абдулово, Старый Багряж, и поселок Кзыл Кеч вошли в состав Альметьевсого района. В состав Елховского сельсовета вошли населенные пункты из Багряж -Никольского сельсовета: д. Багяж -Никольский, д. Малый Багряж, д. дальняя Ивановка, пос. Красная Горка.
В 1966 году образовался новый Багряж -Никольский сельсовет и из состава Елховского сельсовета отошли населенные пункты д. Багряж- Никольский, д. Малый Багряж, д. Дальняя Ивановка, пос. Красная Горка. В составе Елховского сельсовета остались с. Елхово, д. Нижнее Абдулово, пос. Кзыл Кеч.
С 03.1967 г. по 02.1969 г. Минхаерова Василя Закиевна
С 03.1969 г. по 05. 1971 г Тухватуллина Чачка Хуснулгатовна
С 06.1971 г по 07.1973 г. Лотфуллин Ирек Мингатович
С 07.1973 г. по 04.1974 г. Тухватуллина Чапчка Хуснулгатовна
С 04.1974 г. по 12.1980 г. Мусин Гильметдин Насретдинович
С 12.1980 г. по 01.1985 г. Гилязов Мингата Нурхаметович
С 01.1985 г. по 03.1990 г. Хикматуллин Галимзян Насретдинович
С 03.1990 г. по 02.1992 г. Губаев Риф Рашитович
В 1992 году в Елховский сельский совет входило только село Елхово.
С 02.1992 г. по 04.1993 г. Гиззатуллин Фарит Салихзянович
С 04.1193 г. по 04.1995 г. Минабутдинов Сагдат Сирачевич.
С 1995 года Елховский сельсовет именуется Елховским Советом местного самоуправления
С 04.1995 г. по 05.1996 г. Шафиков Марат Шафикович
С 05.1996 г. по 06.2000 г. Кадырова(Хайрисламова) Дания Разяповна
С 06.2000 г. по 10.2001 г. Минабутдинов Сагдат Сирачевич
С 10.2001 г. по 03.2002 г. Галиев Жаудат Ризакович.
С 04.2002 г. по сей день Хайрисламова Дания Разяповна.

## Население
| 2010 | 2011 | 2012 | 2013 | 2014 | 2015 | 2016 |
| ---- | ---- | ---- | ---- | ---- | ---- | ---- |
| 934  | →934 | ↘930 | ↘900 | ↘881 | ↘879 | ↘853 |
| 2017 | 2018 |      |      |      |      |      |
| ↘838 | ↘817 |      |      |      |      |      |

## Состав сельского поселения
| № | Населённый пункт | Тип населённого пункта       | Население |
| - | ---------------- | ---------------------------- | --------- |
| 1 | Елхово           | село, административный центр | ↘838      |